# Lars-Göran Petrov

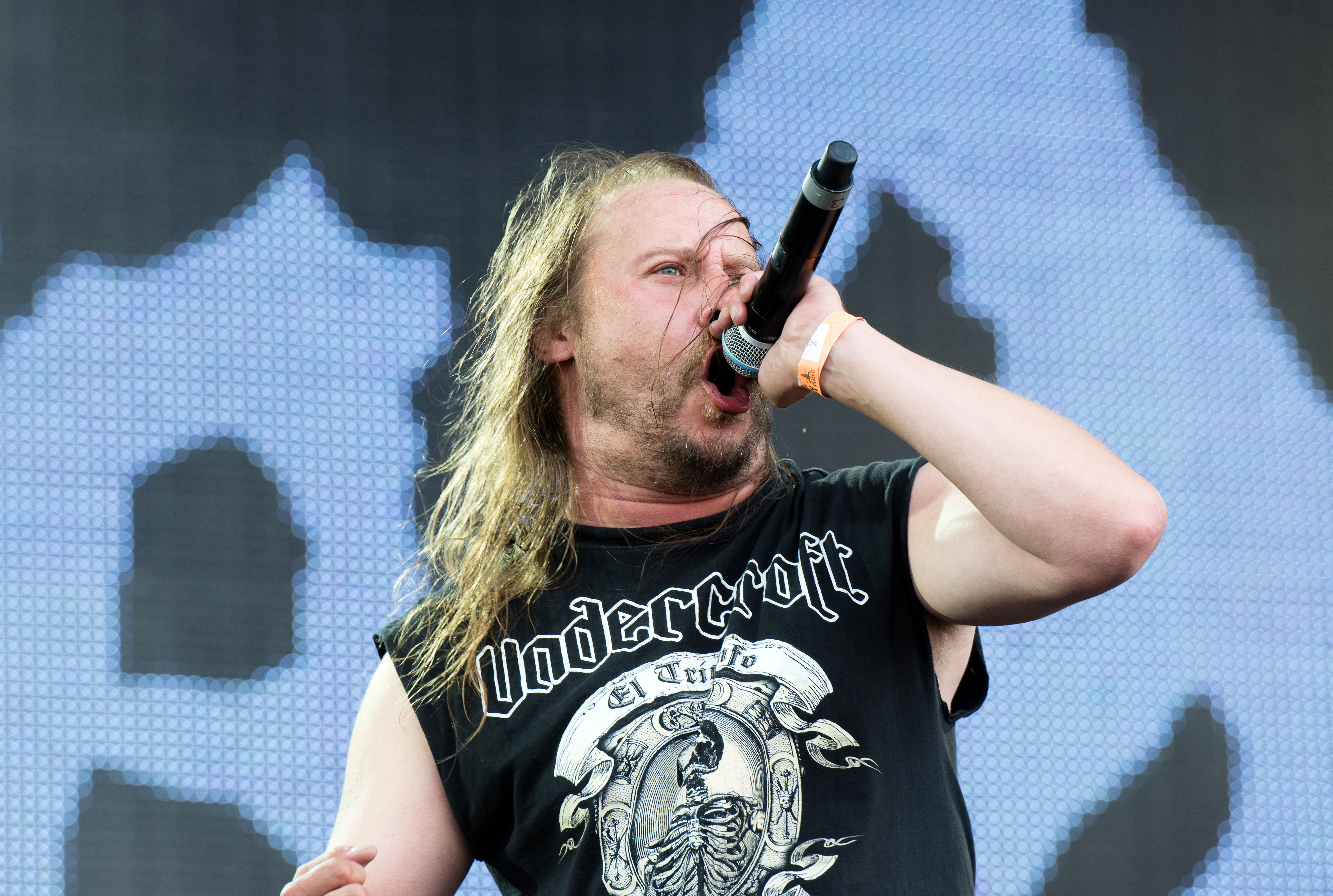
Lars Göran Petrov (2016)

Lars-Göran „LG“ Petrov (* 17. Februar 1972 in Stockholm; † 7. März 2021) war ein schwedischer Metal-Sänger. Petrov wurde vor allem mit den Bands Entombed bzw. Entombed A.D. bekannt.

## Werdegang
Petrov war der Sohn eines schwedischen Vaters und einer jugoslawischen beziehungsweise heute nordmazedonischen Mutter. Er begann seine Karriere als Schlagzeuger der Band Morbid. Diese veröffentlichte zwar nur zwei Demos, gilt aber als eine der einflussreichsten Bands des frühen Death Metal. Nach der Auflösung von Morbid im Jahre 1988 wechselte Petrov zu der Band Nihilist, wo sein Freund Nicke Andersson Schlagzeug spielte. Petrov übernahm daraufhin den Gesang. Auch Nihilist gelten als wegweisende Band des Death Metal, obwohl auch sie nur Demos veröffentlichten. 1989 lösten sich auch Nihilist auf, deren Bassist Johnny Hedlund die Band Unleashed gründete. Die übrigen Mitglieder gründeten derweil die Band Entombed. Mit Entombed veröffentlichte Lars-Göran Petrov neun Studioalben, darunter den Genreklassiker Left Hand Path. Fünfmal wurden Entombed für den schwedischen Musikpreis Grammis in der Kategorie Hardrock/Metal nominiert, allerdings ging die Band jedes Mal leer aus. Nach Streitigkeiten mit dem Gitarristen Alex Hellid gründeten die anderen Entombed-Mitglieder die Band Entombed A.D., die bislang drei Studioalben veröffentlichte. Entombed A.D. wurden einmal für den Grammis nominiert. Neben Entombed sang Lars-Göran Petrov im Jahre 1992 das Debütalbum Megatrends in Brutality der Band Comecon ein. 2012 gründete Petrov mit befreundeten Musikern noch die Band Firespawn, mit der er drei Studioalben veröffentlichte. Als Gastmusiker ist Lars-Göran Petrov auf verschiedenen Alben zu hören, unter anderem bei The Hellacopters, Amon Amarth oder Volbeat.
Im August 2020 wurde bekannt, dass Petrov an Krebs erkrankt war. Dabei handelte es sich um ein Gallengangskarzinom, das, da der Tumor nicht operativ entfernt werden konnte, unheilbar war. Er starb im März 2021.

## Diskografie
| mit Entombed - 1990: Left Hand Path - 1993: Wolverine Blues - 1997: To Ride, Shoot Straight and Speak the Truth - 1998: Same Difference - 2000: Uprising - 2001: Morning Star - 2003: Inferno - 2007: Serpent Saints – The Ten Amendments mit Comecon - 1992: Megatrends in Brutality | mit Entombed A.D. mit Firespawn mit Morbid mit Nihilist |

als Gastmusiker
- 2002: The Hellacopters – diverse Titel auf dem Album By the Grace of God
- 2008: Amon Amarth – Guardians of Asgaard auf dem Album Twilight of the Thunder God
- 2011: Volbeat – Evelyn auf dem Livealbum Live from Beyond Hell / Above Heaven